# HD82513
HD82513 — хімічно пекулярна зоря спектрального класу
A3 й має  видиму зоряну величину в смузі V приблизно  5,9.
Вона  розташована на відстані близько 374,5 світлових років від Сонця.